# Alaçam, Maçka
Alaçam là một xã thuộc huyện Maçka, tỉnh Trabzon, Thổ Nhĩ Kỳ. Dân số thời điểm năm 2011 là 82 người.